# 해외금융계좌신고법
해외금융계좌신고법(Foreign Account Tax Compliance Act)은 미국의 법률로 미국인 납세자의 역외탈세방지와 해외금융정보의 수집을 위해 2010년 3월 18일에 제정하였으며, FATCA 시행을 위한 시행령(안)을 2012년.2월 8일에 입법예고하였다.

## 협력국가
미 재무부는 "일본과 스위스 정부가 미국의 '해외금융계좌신고'를 도입하기로 합의했다"면서 "현재 역외계좌 정보를 공유할 수 있도록 세부적 절차에 대해 논의 중" 이라고 밝혔다.
| 조인국                | 모델 | 서명일           | 효력 발생일      | 승인 프로세스 파트너 상태 |
| --------------------- | ---- | ---------------- | ---------------- | --- |
| 알제리                | 1    | 2015년 10월 13일 | 2017년 1월 18일  | |
| 앙골라                | 1    | 2015년 11월 9일  | 2017년 10월 2일  | |
| 앵귈라                | 1    | 2017년 1월 15일  | 2017년 6월 22일  | |
| 앤티가 바부다         | 1    | 2016년 8월 31일  | 2017년 6월 7일   | |
| 아르메니아            | 2    | 2018년 2월 12일  | 2019년 7월 7일   | |
| 오스트레일리아        | 1    | 2014년 4월 28일  | 2014년 6월 30일  | |
| 오스트리아            | 2    | 2014년 4월 29일  | 2014년 12월 9일  | |
| 아제르바이잔          | 1    | 2015년 9월 9일   | 2015년 11월 5일  | |
| 바하마                | 1    | 2014년 11월 3일  | 2015년 9월 17일  | |
| 바레인                | 1    | 2017년 1월 18일  | 2018년 3월 5일   | |
| 바베이도스            | 1    | 2014년 11월 17일 | 2015년 9월 25일  | |
| 벨라루스              | 1    | 2015년 3월 18일  | 2015년 7월 29일  | |
| 벨기에                | 1    | 2014년 4월 23일  | 2016년 12월 23일 | |
| 버뮤다                | 2    | 2013년 12월 19일 | 2014년 8월 19일  | |
| 브라질                | 1    | 2014년 9월 23일  | 2015년 6월 26일  | |
| 영국령 버진아일랜드   | 1    | 2014년 6월 30일  | 2015년 7월 13일  | |
| 불가리아              | 1    | 2014년 12월 5일  | 2015년 6월 30일  | |
| 캄보디아              | 1    | 2015년 9월 14일  | 2016년 12월 23일 | |
| 캐나다                | 1    | 2014년 2월 5일   | 2014년 6월 27일  | Implementation act published. |
| 케이맨 제도           | 1B   | 2013년 11월 29일 | 2014년 7월 1일   | |
| 칠레                  | 2    | 2014년 3월 5일   |                  | |
| 콜롬비아              | 1    | 2015년 5월 20일  | 2015년 8월 27일  | |
| 코스타리카            | 1A   | 2013년 11월 26일 | 2019년 7월 8일   | |
| 크로아티아            | 1    | 2015년 3월 20일  | 2016년 12월 27일 | |
| 퀴라소                | 1    | 2014년 12월 16일 | 2016년 8월 3일   | |
| 키프로스              | 1    | 2014년 12월 2일  | 2015년 9월 21일  | |
| 체코                  | 1    | 2014년 8월 4일   | 2014년 12월 18일 | |
| 덴마크                | 1    | 2012년 11월 19일 | 2015년 9월 30일  | Implementation law L67 passed 2013년 12월 20일. Draft implementation regulation published, hearing ends 2014년 5월 8일. Due diligence deadlines 2015년 6월 30일, and 2016년 6월 30일. |
| 도미니카 연방         | 1    | 2018년 6월 15일  | 2019년 8월 12일  | |
| 도미니카 공화국       | 1    | 2016년 9월 15일  | 2019년 7월 17일  | |
| 에스토니아            | 1    | 2014년 4월 11일  | 2014년 7월 9일   | |
| 핀란드                | 1    | 2014년 3월 5일   | 2015년 2월 20일  | |
| 프랑스                | 1    | 2013년 11월 14일 | 2014년 10월 14일 | |
| 조지아                | 1    | 2015년 7월 10일  | 2015년 9월 18일  | |
| 독일                  | 1    | 2013년 5월 31일  | 2013년 12월 11일 | |
| 지브롤터              | 1    | 2014년 5월 8일   | 2015년 9월 17일  | |
| 그리스                | 1    | 2017년 1월 19일  | 2017년 12월 13일 | |
| 그린란드              | 1    | 2017년 1월 17일  | 2018년 11월 30일 | |
| 그레나다              | 1    | 2016년 10월 17일 | 2018년 4월 6일   | |
| 건지섬                | 1    | 2013년 12월 13일 | 2015년 8월 26일  | Draft implementation regulation published. |
| 가이아나              | 1    | 2016년 8월 29일  | 2017년 9월 29일  | |
| 온두라스              | 1    | 2014년 3월 31일  | 2015년 2월 19일  | |
| 홍콩                  | 2    | 2014년 11월 13일 | 2016년 7월 6일   | |
| 헝가리                | 1    | 2014년 2월 4일   | 2014년 7월 16일  | |
| 아이슬란드            | 1    | 2015년 5월 26일  | 2015년 9월 22일  | |
| 인도                  | 1    | 2015년 7월 9일   | 2015년 8월 31일  | |
| 아일랜드              | 1    | 2013년 1월 23일  | 2014년 4월 2일   | |
| 맨섬                  | 1    | 2013년 12월 13일 | 2015년 8월 26일  | Draft implementation regulation published. |
| 이스라엘              | 1    | 2014년 6월 30일  | 2016년 8월 29일  | |
| 이탈리아              | 1    | 2014년 1월 10일  | 2015년 8월 17일  | |
| 자메이카              | 1    | 2014년 5월 2일   | 2015년 9월 24일  | |
| 일본                  | 2    | 2013년 6월 11일  | 2013년 6월 11일  | |
| 저지섬                | 1    | 2013년 12월 13일 | 2015년 10월 28일 | Draft implementation regulation published. |
| 카자흐스탄            | 1    | 2017년 9월 11일  |                  | |
| 코소보                | 1    | 2015년 2월 26일  | 2015년 11월 4일  | |
| 쿠웨이트              | 1    | 2015년 4월 29일  | 2016년 1월 28일  | |
| 라트비아              | 1    | 2014년 6월 27일  | 2014년 12월 15일 | |
| 리히텐슈타인          | 1    | 2014년 5월 19일  | 2015년 1월 22일  | |
| 리투아니아            | 1    | 2014년 8월 26일  | 2014년 10월 7일  | |
| 룩셈부르크            | 1    | 2014년 3월 28일  | 2015년 7월 29일  | |
| 마카오                | 2    | 2016년 12월 14일 |                  | |
| 몰타                  | 1A   | 2013년 12월 16일 | 2014년 6월 26일  | |
| 모리셔스              | 1    | 2013년 12월 27일 | 2014년 8월 29일  | |
| 멕시코                | 1    | 2012년 11월 19일 | 2013년 1월 1일   | Replaced by revised treaty on 2014년 4월 9일, with no break in enforcement. |
| 몰도바                | 2    | 2014년 11월 26일 | 2016년 1월 21일  | |
| 몬테네그로            | 1    | 2017년 6월 1일   | 2018년 3월 28일  | |
| 몬트세랫              | 1    | 2015년 9월 8일   | 2016년 10월 28일 | |
| 네덜란드              | 1A   | 2013년 12월 18일 | 2015년 4월 9일   | |
| 뉴질랜드              | 1    | 2014년 6월 12일  | 2014년 7월 3일   | |
| 노르웨이              | 1    | 2013년 4월 15일  | 2014년 1월 27일  | |
| 파나마                | 1    | 2016년 4월 27일  | 2016년 10월 25일 | |
| 필리핀                | 1    | 2015년 7월 13일  |                  | |
| 폴란드                | 1    | 2014년 10월 7일  | 2015년 7월 1일   | |
| 포르투갈              | 1    | 2015년 8월 6일   | 2016년 8월 10일  | |
| 카타르                | 1    | 2015년 1월 7일   | 2015년 6월 23일  | |
| 루마니아              | 1    | 2015년 5월 28일  | 2015년 11월 3일  | |
| 세인트키츠 네비스     | 1    | 2015년 8월 31일  | 2016년 4월 28일  | |
| 세인트루시아          | 1    | 2015년 11월 19일 | 2016년 9월 1일   | |
| 세인트빈센트 그레나딘 | 1    | 2015년 8월 18일  | 2016년 5월 13일  | |
| 산마리노              | 2    | 2015년 10월 28일 | 2016년 8월 30일  | |
| 사우디아라비아        | 1    | 2016년 11월 15일 | 2017년 2월 28일  | |
| 세르비아              | 1    | 2019년 4월 10일  | 2020년 1월 8일   | |
| 세이셸                | 1    | 2019년 7월 1일   |                  | |
| 싱가포르              | 1    | 2014년 12월 9일  | 2015년 3월 28일  | Replaced by another agreement on 2018년 11월 18일. |
| 슬로바키아            | 1    | 2015년 7월 31일  | 2015년 11월 9일  | |
| 슬로베니아            | 1    | 2014년 6월 2일   | 2014년 7월 1일   | |
| 남아프리카 공화국     | 1    | 2014년 6월 9일   | 2014년 10월 28일 | |
| 대한민국              | 1    | 2015년 6월 10일  | 2016년 9월 8일   | |
| 스페인                | 1    | 2013년 5월 14일  | 2013년 12월 9일  | |
| 스웨덴                | 1    | 2014년 8월 8일   | 2015년 3월 1일   | |
| 스위스                | 2    | 2013년 2월 14일  | 2014년 6월 2일   | Parliamentary approval obtained; insufficient supporters for a referendum. |
| 중화민국              | 2    | 2016년 12월 22일 |                  | |
| 태국                  | 1    | 2016년 3월 4일   |                  | |
| 트리니다드 토바고     | 1    | 2016년 8월 19일  | 2017년 9월 22일  | |
| 튀니지                | 1    | 2019년 5월 13일  | 2019년 9월 9일   | |
| 튀르키예              | 1    | 2015년 7월 29일  |                  | |
| 투르크메니스탄        | 1    | 2017년 7월 28일  | 2017년 11월 6일  | |
| 터크스 케이커스 제도  | 1    | 2014년 12월 1일  | 2016년 7월 25일  | |
| 우크라이나            | 1    | 2017년 2월 7일   | 2019년 11월 18일 | |
| 아랍에미리트          | 1    | 2015년 6월 17일  | 2016년 2월 19일  | |
| 영국                  | 1A   | 2012년 9월 12일  | 2014년 8월 11일  | |
| 우즈베키스탄          | 1    | 2015년 4월 3일   | 2017년 7월 7일   | |
| 바티칸 시국           | 1    | 2015년 6월 10일  | 2015년 6월 10일  | |
| 베트남                | 1    | 2016년 4월 1일   | 2016년 7월 7일   | |

1. ↑  In the UK, formal approval of treaties before ratification is not requirement, although according to the Constitutional Reform and Governance Act 2010, they need to be presented to Parliament with an explanatory memorandum, which the government did in September 2012.

## 특징
미국현지은행 뿐만 아니라 한국이나 스위스 은행 역시 의무적으로 미국 시민권자와 영주권자 고객들의 계좌정보를 미국국세청에 보고하도록 명문화하였다.
한국 금융기관은 2013년과 2014년 미국 납세자의 계좌주 성명, 주소TIN(납세자번호) 등을 IRS에 보고해야 하는데 상당한 부담이 예상되고 한국의 금융실명제법과 개인정보보호법과 충돌하는 등의 문제를 안고 있다.

## 신고대상
은행은 예치금 5만불 이상, 다만 보험은 저축성보험과 연금보험은 25만불 이상이 신고대상에 포함되며 이 의무를 이행하지 않았을 경우에는 미 정부는 국내 금융기관이 미국 투자된 과세대상 소득의 30%를 강제 원천 징수한다.
(2014년 7월 1일부터 미국인확인, 계좌정보 보고, 원천징수 의무 이행을 요구하게 된다.)

## 정보교환시기
전년도말 금융정보를 매년 9월까지 상호교환한다.

## 논란
일부 국가들은 FATCA의 한가지 측면이 특히 지나친 참견이라고 보고 있다. 그것은 모든 은행에게 해당되는 현지 은행 비밀주의법, 금융 개인정보법 또는 관련 법에 따라 미국인 계좌 소유자들에게서 자신의 권리 포기 증서를 받도록 요구하는 FATCA 계약서에 서명하도록 하는 조항이다.

## 같이 보기
- 해외금융계좌신고제도 한국의 제도